# カルカッタ国際博覧会
カルカッタ国際博覧会（カルカッタこくさいはくらんかい、Calcutta International Exhibition）は、国際的な博覧会として、1883年末から1884年3月にかけて、カルカッタ（後のコルカタ）で開催された。

## 概要
この博覧会は、1883年12月4日から1884年3月10日にかけて、インド博物館の敷地とマイデンを会場として開催された。
ベルギー、セイロン、フランス、ドイツ、イタリア、日本、海峡植民地、トルコ、アメリカ合衆国からの出展があった。オーストラリア大陸のイギリス植民地であったニューサウスウェールズ植民地、南オーストラリア植民地、タスマニア植民地、ビクトリア植民地は、いずれもインド博物館地区に出展した。
博覧会のマイダン地区は、チョウインギー・ロード（後のジャワハルラール・ネルー・ロード）を跨ぐ橋でインド博物館地区と結ばれていた。マイダン地区には、内部にインドの宮廷を再現した鉄骨造の建物、機械館、兵舎、喫茶室などが設けられていた。

### インドの宮廷
会場では、ジョン・ロックウッド・キプリングが収集した物品などで構成された、パンジャーブの宮廷が再現されていた。
シンディア家のマハーラージャであったジャヤージー・ラーオ・シンディアは、彫刻を施した砂岩の門、グワリア門 (the Gwalior Gateway) を造らせたが、この門は博覧会後には200包の荷物に分けてロンドンのヴィクトリア&アルバート博物館に送られ、1886年の植民地・インド博覧会にも展示された。

## 役員
この博覧会の役員には、実行委員会の会長を務めたオーガスタス・リヴァーズ・トンプソン、副会長のS・T・トレヴァー (S.T.Trevor)、総支配人ジュールズ・ジョバート (Jules Joubert) らが名を連ねていた。

## 開会式
開会の辞を述べたのは、リポン卿で、出席者の中には、ベンガル総督オーガスタス・リヴァーズ・トンプソン（組織委員会会長でもあった）、マドラス総督M・E・グラント・ダフ、ボンベイ総督ジェームズ・ファーガソンや、数人のマハーラージャたち、コノート公アーサーとルイーゼの夫妻もいた。
開会式は、この少し前に行われたイルバート法案の提出に対する抗議の一環としてインド生まれのイギリス人たちからボイコットされ、また、季節外れの雨に見舞われて、イルミネーションは台無しになった。